# Patiëntenrecht
Onder het patiëntenrecht wordt het recht van de patiënt verstaan. 
In Nederland zijn de rechten van de patiënt na 1990 concreter vastgelegd in de wetgeving, met name in de volgende wetten:
- Wet verplichte ggz (wvggz), voor mensen binnen die vallen binnen de psychiatrische zorg, wet vanaf 1 januari 2020
- Wet zorg en dwang (Wzd), voor mensen met dementie, en/of een verstandelijke beperking, wet vanaf 1 januari 2020
- Wet op de geneeskundige behandelingsovereenkomst (WGBO), die de elementaire rechten van patiënten vastlegt. Wet van 17 november 1994, Staatsblad 837.
- Wet klachtrecht cliënten zorgsector (WKCZ), die het recht op klachtbehandeling betreft. Wet van 29 mei 1995, Staatsblad 308.

In België worden de patiëntenrechten geregeld door de Wet betreffende de Rechten van de Patiënt van 22 augustus 2002. Deze voorziet onder andere in het recht op informatie, instemming met de behandeling en inzage in het patiëntendossier. Inbreuken worden niet strafrechtelijk gesanctioneerd maar klachten kunnen ingediend worden bij ambtelijke ombudspersonen die geacht worden te bemiddelen. In een Commissie van het federale ministerie Volksgezondheid wordt de Wet momenteel geëvalueerd. Door bepaalde belangengroepen wordt daar geadviseerd de Wet die voor om het even welke patiënt geldt, voor bepaalde categorieën te beperken, meer in het bijzonder voor psychiatrische patiënten. De psychiater zou dan een patiënt 'therapeutisch onbekwaam' kunnen verklaren, waardoor dwangbehandeling mogelijk zou worden. Hiertegen wordt dan weer door hunmanistische verenigingen en patiëntenverenigingen zoals Netwerk Psychiatrie & Samenleving en de Sarah Beweging geprotesteerd. In het Belgische parlement zijn daaromtrent reeds vragen gesteld aan de bevoegde minister.